# Frank Bakken
Frank Bakken, född 15 maj 1970 i Trondheim, Norge, författare, poet, kompositör, musiker och sångare. 

## Karriär
- Sångare och låtskrivare i Midnight Roses 1988–1993
- Basist och låtskrivare i Sons of Thunder 1998–2000
- Sångare och låtskrivare i Heaven 2000–2002
- Sångare och låtskrivare i Inside Marilyn 2005

## Diskografi
- 1987 – Elida Gjengen (Gospel House)
- 1991 – Emptiness (Unipress Records)
- 1993 – Feels Like Love
- 1998 – Metal Praise (Rivel Records)
- 2000 – The Second Coming (Dwell Records)
- 2000 – Load Aim Fire (Rivel Records)
- 2001 – Extreme Music Sampler Volume 5 (BlastBeats)
- 2002 – Passion Project (Denander-Edlund-Bakken)
- 2002 – Power from the Sky (Rivel Records)
- 2003 – Metal for the World (Big Riff Records)
- 2005 – Runaway (Standstraight Music)
- 2011 – Rock for Japan (AOR Heaven)
- 2011 – White Lies (Mr.Benidorm Records)
- 2017 – Someone Somewhere (Nidaros Studio)

## TV, film och video
- 1986 – Aktion Oslo 1986 NRK Janko TV
- 2002 – Power from the sky Rivel Records Split Piston
- 2004 – Vinjettmusik JLTV-Television
- 2005 – Nordica-Promotional video Appoint IT
- 2005 – Umbrella-Promotional video Sandvik AB
- 2005 – United Tommy Denander Productions
- 2008 – Iskariot Ironwood Films, Scanbox Entertainment
- 2012 – Allt till Salu Eyeworks kanal 5
- 2015 – Dollys nummer Tv Adressa
- 2017 – Elskling.no Hajp.se

## Böcker
- 1992 – Poesi on line Projekt Runeberg/Författares Bokmaskin
- 1996 – Poesi on line Projekt Runeberg/Författares Bokmaskin
- 2002 – The Encyclopedia of Swedish Hardrock And Heavy Metal Janne Stark Premium Publishing
- 2005 – Metal Bibeln Bible for the nations